# Henry Wellcome

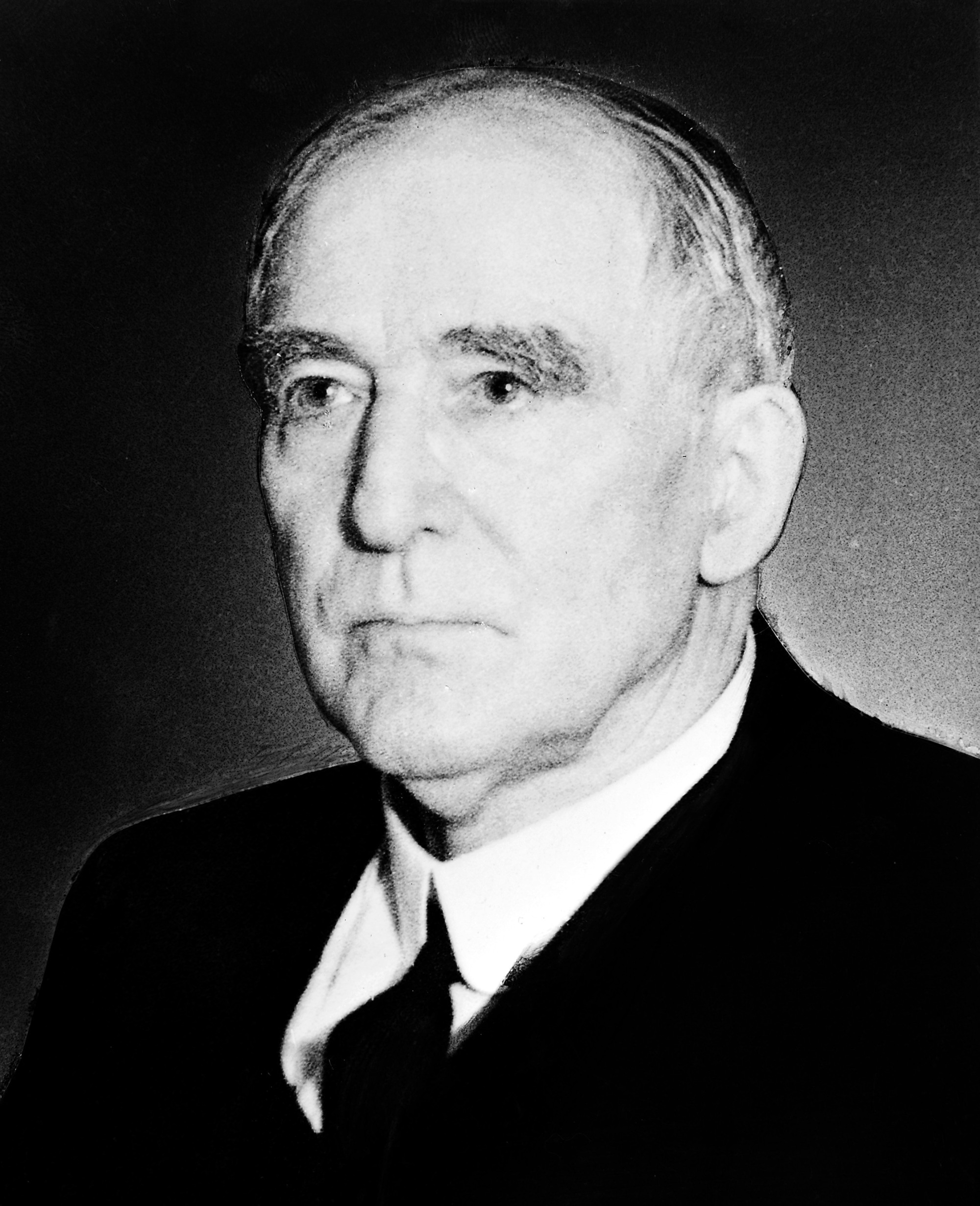
Henry Wellcome nel 1930.

Henry Wellcome (Almond, 21 agosto 1853 – Marylebone, 25 luglio 1936) è stato un farmacista e imprenditore statunitense. Nel 1880 fondò la compagnia farmaceutica Burroughs Wellcome & Company con il collega Silas Burroughs che diede inizio al suo operato in ambito medico. La sua ricchezza, acquisita negli anni, ha permesso di stanziare un largo capitale, usato per la fondazione della Wellcome Trust, uno dei più importanti enti benefici al mondo. Egli è stato inoltre un attento collezionista di artefatti medici che fanno parte di quella che ora è chiamata Wellcome Collection, la cui missione si è sempre dimostrata essere quella di migliorare la salute tramite la ricerca.

## Biografia

### Gli anni americani
Henry Solomon Wellcome nacque il 21 agosto 1853 in una capanna di tronchi di frontiera, in quella che sarebbe poi diventata Almond (Wisconsin), da una povera famiglia di umili origini, dedita all’attività agricola e alla religione. Il padre, Solomon Wellcome, un agricoltore e missionario itinerante, nel 1849 andò nel Wisconsin, sposò Mary Curtis ed ebbe i suoi due figli, George Theodore e Henry.
Durante la sua vita di affari mise milioni di profitti eccedenti di nuovo in commercio, per la continua espansione del suo business ed usò parte del capitale per la creazione di ospedali, laboratori di ricerca, musei, scavi e molto altro a beneficio del mondo. Tutti i profitti del business, tranne quelli necessari per mantenere l'attività in corso, vennero reinvestiti nei vari istituti di ricerca Wellcome.

#### L'infanzia

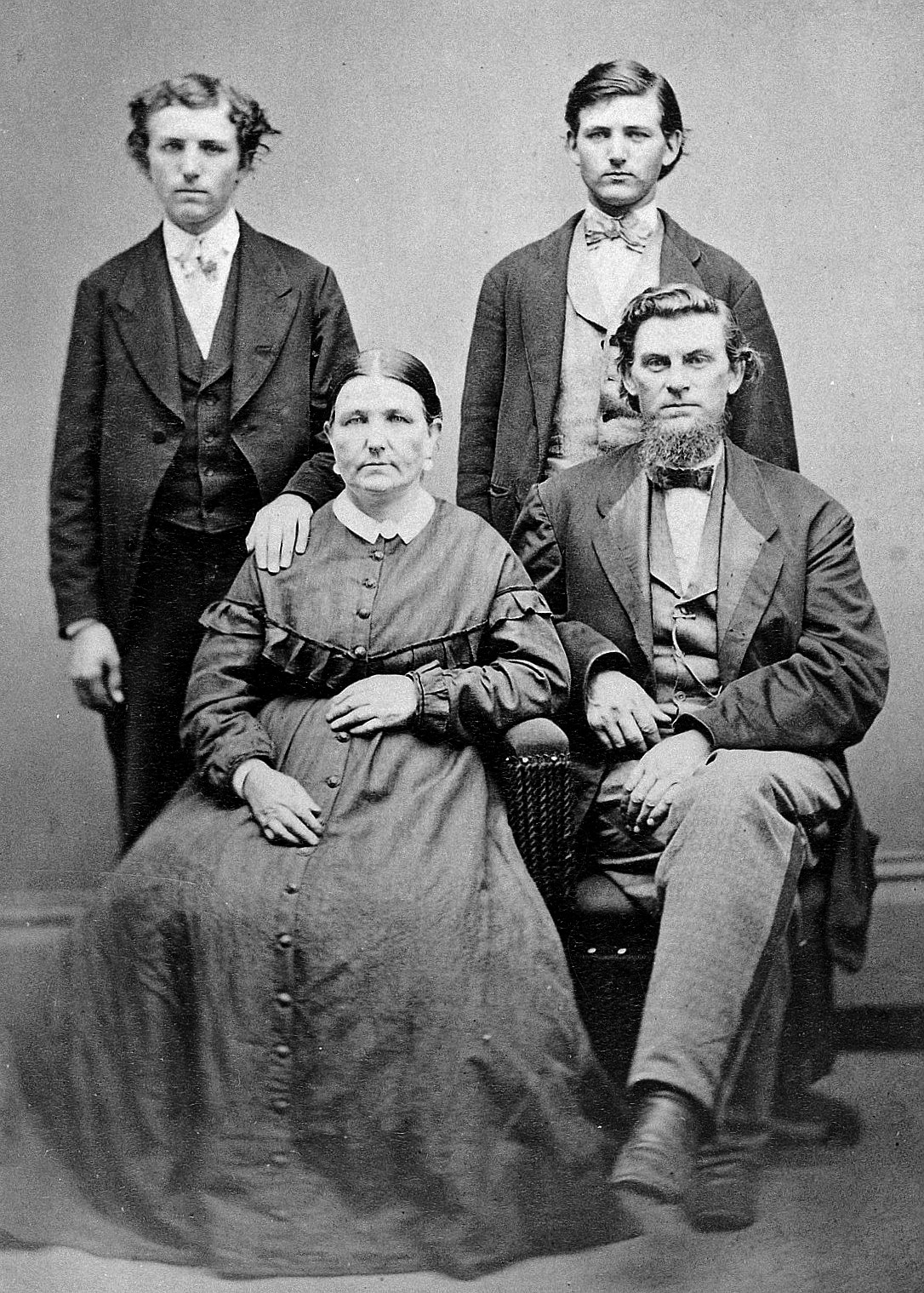
Ritratto della famiglia Wellcome, c.a. 1875-1877, The Wellcome Collection, Londra

Durante il periodo dell’infanzia, Henry subito mostrò degli interessi nello studio e nella conoscenza della storia, grazie al ritrovamento della punta di una freccia, risalente ad epoche antiche, all’età di solo quattro anni.
Nel 1861 in seguito ad un pessimo raccolto, la famiglia decise di trasferirsi altrove, raggiungendo Jacob Wellcome, zio di Henry, nella città di Garden City in Minnesota.
Questa città offrì loro l’opportunità di avviare un nuovo stile di vita. Jacob diede lavoro a Solomon all’interno del suo negozio, rendendolo anche comproprietario; Henry e George studiavano e aiutavano il padre nella gestione dell'attività. In questo periodo Henry si avvicinò molto non solo alla figura dello zio, che stimava molto, ma anche alle materie scientifiche che lo coinvolsero nella nuova attività del padre. Durante la permanenza di Henry a Garden City, Jacob subito notò le potenzialità del nipote e il suo interesse nella ricerca della conoscenza. Così, data la sua professione di medico, decise di indirizzare il ragazzo verso gli studi di medicina.
Negli anni successivi Henry ebbe l’opportunità di assistere lo zio durante il suo lavoro e di approfondire lo studio della chimica frequentando H.J. Barton, un chimico trasferitosi in città, che aveva aperto una piccola farmacia. Le nozioni assimilate dalla materia permisero ad Henry di realizzare la sua prima invenzione: l'inchiostro invisibile. Nonostante egli avesse superato il precedente periodo di tristezza infantile, pensava che Garden City non gli avrebbe permesso di sfruttare a pieno le proprie capacità, perciò, scoraggiato, decise di abbandonare gli studi all’età di tredici anni, per dedicarsi pienamente alla gestione del negozio del padre.

#### Gli studi e i primi successi lavorativi
Dopo qualche anno, Henry ebbe l’opportunità di evadere dalla città e riprendere gli studi in seguito alla conoscenza di William Worrall Mayo, un medico molto sofisticato e conosciuto, che aveva fondato la Mayo Clinic nella città di Rochester e che aveva ispirato e incoraggiato Henry a ricominciare a studiare. Quest'ultimo non perse l’occasione e si trasferì con i figli di Mayo a Rochester all’età di diciassette anni.
Qui, dopo aver lavorato per due anni in un’azienda farmaceutica sotto raccomandazione di Mayo, Henry non era riuscito ancora a soddisfare i propri desideri e a realizzarsi, così decise di spostarsi nuovamente. Alla fine dell'aprile del 1872 Henry ottenne un alloggio a Chicago, dove riuscì a frequentare la facoltà di Farmacia al College tre volte a settimana per approfondire i suoi studi, e lavorare per un esperto farmacista, il Dr Thomas Whitfield, diciassette ore al giorno. Henry non riusciva più a sostenere l’intensa giornata lavorativa e ciò lo spinse a frequentare per pochi mesi un altro farmacista della città, il Dr J.H.Byrne, un uomo gentile, che incoraggiò il giovane nello studio delle medicina.
Molti conoscenti invitarono Henry a perseguire gli studi medici, ma, in seguito alle sue esperienze, egli aveva ormai maturato un profondo interesse negli studi farmaceutici che lo invogliarono a frequentare la facoltà di Farmacia a Filadelfia. Nel 1873 Henry giunse nella città sotto consiglio di Mayo e di un suo caro amico conosciuto a Chicago, Frederick Belding Power. In questa nuova realtà, Henry riuscì sia frequentare il college di farmacia, sia lavorare presso Mr Heister. La permanenza a Filadelfia cambiò completamente le prospettive di Henry che era sempre stato dedito al lavoro e sedotto dal guadagno per non dover più patire la povertà e poter aiutare la famiglia nelle spese; la solida e duratura amicizia con Power e gli studi distrassero il ragazzo dalle paure del passato.
Nonostante egli apprezzasse il suo lavoro e la vita condotta a Filadelfia, Henry aspirava ad altro. Così nel 1874 decise di lasciare la città per proseguire la ricerca della realizzazione personale altrove. Nel maggio del 1874 si trasferì a New York e iniziò a lavorare con una delle migliori aziende farmaceutiche della città di quel periodo, Casswell Hazard & Co. La vita condotta in questa nuova città fece incrementare le conoscenze professionali di Wellcome, in quanto lavorò per la prima volta in un’azienda farmaceutica internazionale. Il contratto terminò dopo due anni, ma subito gli venne offerta la possibilità di lavorare nell’altra azienda farmaceutica della città, la McKesson & Robbins, che non solo gli permise di ricavare un buon salario, ma anche di viaggiare per gli Stati Uniti.
Henry ebbe un ruolo fondamentale per l’azienda che riuscì a raggiungere presto l’apice, diventando una delle migliori case farmaceutiche del mondo di quel periodo. Al tempo stesso, la fama di Henry crebbe tanto da attirare l’attenzione dell’American Journal of Pharmacy e del The Pharmacist, ma anche di un uomo superbo, che amava viaggiare come Henry e che era alla ricerca di un socio che potesse gestire la sua azienda mentre egli vi era impossibilitato: Silas Mainville Burroughs.

### Il trasferimento in Inghilterra

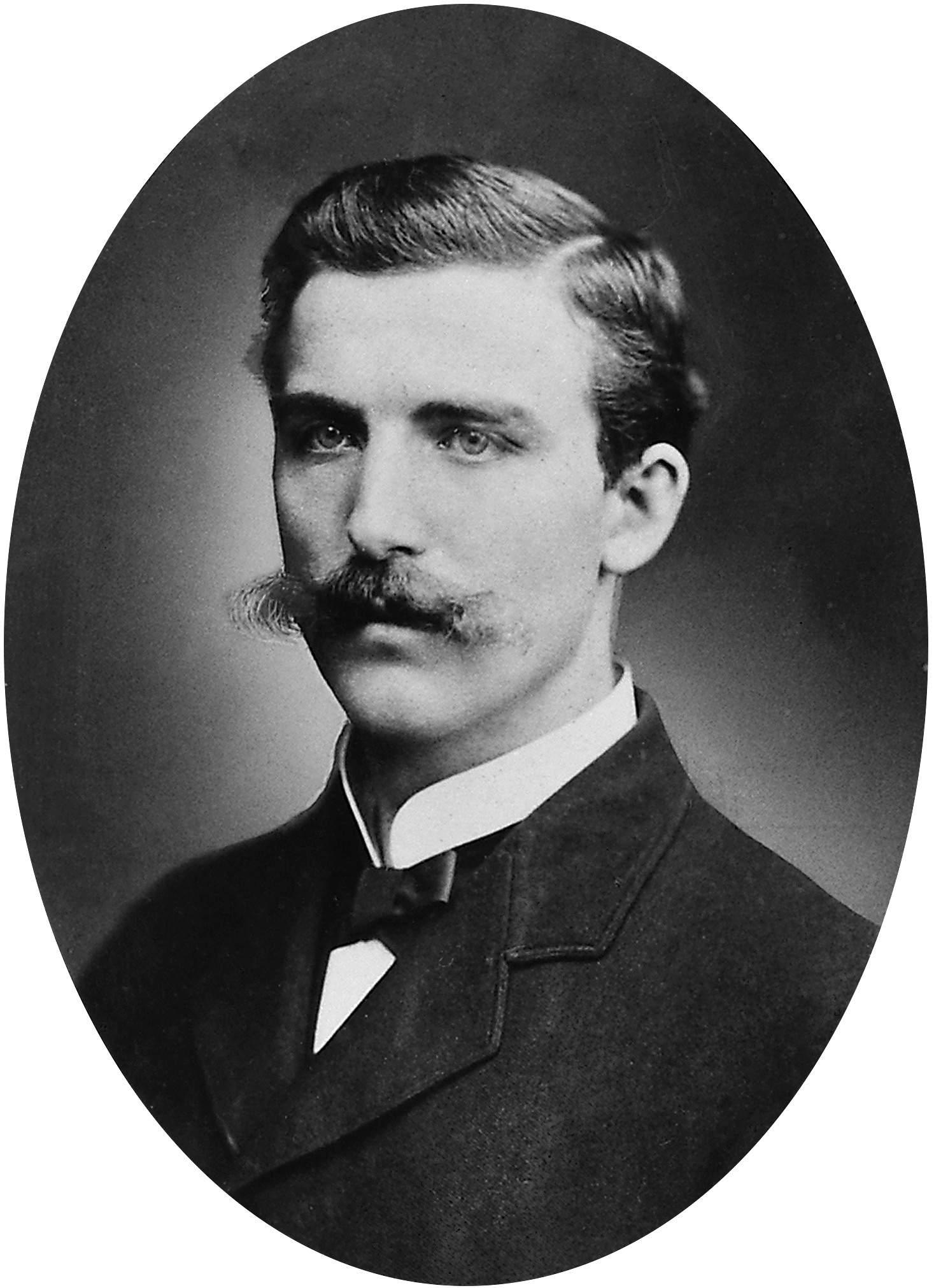
Henry Wellcome nel 1880.

Henry Wellcome conobbe Burroughs mentre studiava Farmacia nella città di Filadelfia. Burroughs propose a Wellcome di diventare suo socio per gestire l’azienda Burroughs & Co ed avviare il progetto di produzione dei medicinali in capsule, a Londra, il che avrebbe reso l’azienda di fama internazionale. Henry non accettò subito la proposta, poiché in America stava emergendo il suo nome all’interno delle case farmaceutiche ed era soddisfatto dall’impiego che aveva nella McKesson & Robbins. Nonostante questo, il suo desiderio di fama e di avventura, la competizione che stava emergendo tra le case farmaceutiche americane e la sicurezza del monopolio inglese ed europeo che la proposta offriva, lo spinsero a interessarsi sempre di più a essa. Wellcome decise di abbandonare l’azienda americana, per poi proporre di usufruire dei prodotti americani per venderli fuori dagli Stati Uniti e retribuire parte del guadagno all’azienda. La McKesson & Robbins accettò la proposta ed Henry, che dopo aver girato per l’Europa ed essersi informato della reputazione che Burroughs avesse, diventò socio della compagnia Burroughs & Co. In seguito, riuscì a diventare comproprietario dell’azienda e quindi ricevere gli stessi privilegi di cui Burroughs vantava.

#### La collaborazione con Burroughs
Nel 1880, Wellcome fondò la società farmaceutica Burroughs Wellcome & Company con il suo collega chimico Silas Burroughs. I due nel 1884, in Inghilterra, introdussero la vendita dei medicinali in forma di compresse sotto il marchio del "Tabloid". A Londra Wellcome iniziò a frequentare diverse associazioni e club della città, con lo scopo di rendere noto il proprio nome e quello della sua società. In questo modo ebbe l’occasione di conoscere diversi esponenti della società e di espandere la fama della sua industria, che subito ottenne grande successo e monopolio delle vendite, grazie alla qualità dei prodotti utilizzati, alla pubblicità che Wellcome riuscì ad ottenere tramite le sue nuove conoscenze e all’ottima collaborazione dello staff.
Lo sviluppo della Burroughs Wellcome & Co. provocò una successiva competizione con le altre aziende farmaceutiche che cercavano di ostacolare la società. Pertanto Wellcome decise investire del capitale in nuove macchine, espandendo la sua azienda e aumentando il profitto delle vendite, riuscendo a mantenere stabile la posizione gerarchica della sua azienda all’interno del mercato farmaceutico. Wellcome pretese di ottenere la stessa importanza di Burroughs all’interno della società, avendo la consapevolezza che l’azienda aveva raggiunto un tale successo grazie al suo operato; il tentativo fu vano e da esso derivò astio tra i due soci e una continua competizione.La rivalità terminò nel Febbraio del 1895 con la morte di Burroughs causata da un raffreddore mal curato divenuto polmonite. Nonostante la morte del collaboratore, Wellcome dovette far valere i propri diritti per acquistare l’azienda farmaceutica tanto amata, che era finita in parte in mano alla moglie e ai sostenitori di Burroughs.
Una volta ottenuta, Wellcome avviò la realizzazione dei propri progetti con la costruzione di laboratori di ricerca di chimica e fisiologia e con il coinvolgimento del suo caro amico Power all’interno dell’azienda.
Mentre proseguiva lo sviluppo dell’azienda e dei laboratori, grazie alle richieste di farmaci necessari alla cura dei feriti di guerra, Wellcome decise di realizzare un altro suo desiderio: collezionare artefatti e documenti importanti di ambito storico-medico. Tale progetto gli permise di compiere numerosi viaggi in tutto il mondo in compagnia di amici e sostenitori, avendo la consapevolezza di lasciare momentaneamente l’azienda in mano ad un abile e fidato socio.
La gestione dell’intera azienda, i viaggi in tutto il mondo e la morte della madre nel 1897 fecero accumulare in Wellcome stress fisico e psicologico che causò, non solo un cambiamento caratteriale, ma anche la formazione di due grandi ulcere intestinali, che il medico riuscì a curare nonostante il ritardo della diagnosi.
Tuttavia Wellcome riuscì a ottenere nel 1901 la registrazione dei suoi laboratori di ricerca fisiologica; questo garantì l’inizio di una nuova era, non solo per l’azienda di Wellcome, ma per l’industria farmaceutica inglese.
Nel 1924, Wellcome consolidò tutte le sue attività commerciali e non in una holding, la Wellcome Foundation Ltd.
Gli affari di Wellcome raggiunsero tutto il mondo. Durante gli ultimi vent'anni della sua vita intrattenne molti illustri scienziati e uomini di fama mondiale al Wellcome Historical Medical Museum. Come risultato delle connessioni a livello mondiale che la sua attività gli permise di intraprendere, e dei numerosi contributi che aveva fatto per il progresso della scienza medica, Wellcome conobbe la maggior parte dei medici di spicco su entrambe le sponde dell'Atlantico, con molti dei quali entrò in amicizia. I suoi numerosi viaggi nel mondo lo portarono a contatto con alcuni dei più noti esploratori del tempo. Il defunto Lord Moynihan si riferiva a Henry come, "una pietra angolare della vita-lavoro dell'uomo che aveva fatto tanto quanto qualsiasi uomo in questo o in qualsiasi altro paese per avanzare sia la scienza e l'arte del Médicin". Wellcome donò un ingente somma di denaro per il bene del mondo.

### La vita privata

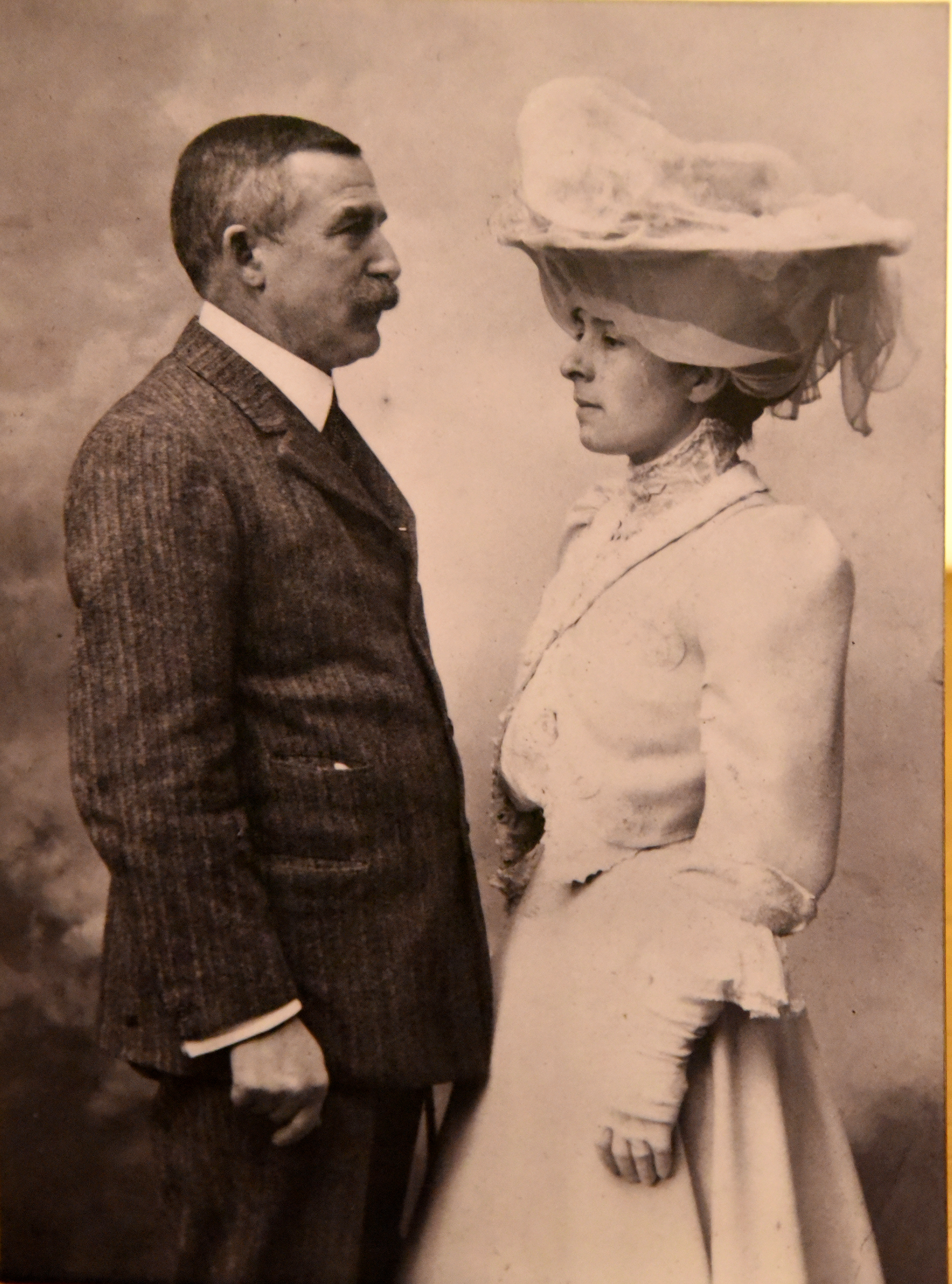
Henry Wellcome e sua moglie Syrie, c.a. 1902, Wellcome Collection, Londra

Nel 1901 Wellcome sposò Gwendoline Maud Syrie Barnardo, figlia di Thomas John Barnardo, fondatore di un orfanotrofio. Il matrimonio fu molto affrettato e di conseguenza si presentarono i primi ostacoli che pian piano deteriorarono il legame tra i due. Ebbero un figlio, Henry Mounteney Wellcome, nato nel 1903, che fu mandato dai genitori adottivi all'età di circa tre anni, perché era considerato malato e privo di attenzioni adeguate dato dal fatto che i suoi genitori passavano molto tempo in viaggio. Il matrimonio non andò avanti a lungo, tanto che nel 1909 la coppia si separò. Dopo Syrie intraprese diversi affari, tra cui quello con il magnate dei grandi magazzini Harry Gordon Selfridge, e l'autore William Somerset Maugham con il quale ebbe un figlio e più tardi si sposò. Wellcome fece causa per il divorzio nel 1915, attirando pubblicità intorno alla vicenda, nonostante avesse cercato costantemente di evitarle.
La pubblicità data a Wellcome dalla stampa al momento del suo matrimonio, era dovuta in gran parte all'alta posizione detenuta dal padre della sposa, il Dr. Barnardo, eminente specialista europeo di malattie infantili, filantropo, fondatore delle Barnardo Homes e inventore. Al momento del matrimonio Wellcome era un cittadino americano e uno straniero per il popolo d'Inghilterra e la figlia di Barnardo si pensava lo avesse sposato apparentemente contro la volontà dei suoi genitori.
Nonostante questa sua diffidenza verso chiunque, egli aveva un certo coraggio e fiducia in se stesso che spesso lo portarono in luoghi o ambienti in cui altri avrebbero esitato ad andare, o di intraprendere un business contro ciò che sembrava essere la scelta più semplice. Eventi successivi in molti casi dimostrarono che il suo giudizio era stato giusto e la sua visione del futuro quasi profetica. Aveva una conoscenza molto ampia degli uomini e delle cose, possedendo opinioni molto decise sugli affari internazionali. Non vi è alcun dubbio che fosse molto determinato e spesso ostinato, tanto che a volte trovò difficile tollerare l'opposizione, ma era proprio questa caratteristica che lo portò al successo nella vita e gli permise di lasciare un'eredità che si è dimostrata essere di beneficio duraturo per l'umanità. Le sue conquiste scientifiche spaziarono dall'istituzione di laboratori fisiologici all'esplorazione archeologica. Fu nominato cavaliere nel 1932 da re Giorgio V per il suo lavoro e il sostegno finanziario alla ricerca medica.

### La morte e l'eredità
Henry Wellcome morì di polmonite nella Clinica di Londra nel 1936, all'età di 83 anni, continuando personalmente a condurre i suoi affari fino al giorno della morte. Alla sua morte, fu fondato il Wellcome Trust. I viaggi che intraprese, connessi alla sua attività e all'esplorazione a cui era dedito, non si ponevano limiti. Spese per se stesso poco del reddito guadagnato e condusse, per un uomo provvisto delle sue risorse, una vita molto semplice. Fu impiegato fin dalla prima giovinezza nel business che seguì per tutta la vita con un successo così marcato, sin dal momento in cui dovette fronteggiare la morte del suo partner in affari. Era un astuto uomo, tanto che il progresso nel commercio determinò il progresso nei suoi progetti scientifici. Il numero di dirigenti, sorveglianti, operai nei suoi stabilimenti di produzione, nei suoi laboratori di ricerca e musei, nel suo istituto medico storico, nella sua esplorazione e scavi, nel suo lavoro per il governo in guerra, era elevatissimo. La grande ambizione di Sir Henry nella vita era la ricerca scientifica, infatti, nel suo testamento, investì l'intero capitale azionario della sua azienda in fiduciari individuali, che furono incaricati di spendere il reddito per promuovere la salute umana e animale. La Wellcome Trust è oggi una delle più grandi associazioni private di beneficenza nel settore biomedico. La prima biografia di Wellcome fu commissionata dal Wellcome Trust nel 1939, a A.W. Haggis, un membro dello staff del Museo di Medicina Storica, come stabilito da Wellcome. I Trustees, tuttavia, erano insoddisfatti della bozza finale del 1942, e la biografia non fu mai pubblicata, nonostante ciò le bozze sono liberamente consultabili presso la Wellcome Library. Una successiva biografia di Wellcome è stata scritta da Robert Rhodes James e pubblicata nel 1994. Nel 2009, An Infinity of Things: How Sir Henry Wellcome Collected the World, scritto da Frances Larson, è stato pubblicato dalla Oxford University Press, dopo che i documenti personali e aziendali di Wellcome erano stati catalogati. Oltre alla Wellcome Trust, dopo la sua morte, venne creata una raccolta di artefatti e documenti appartenenti all'ambito della storia della medicina, proveniente da tutto il mondo, sotto forma di un vero e proprio museo: la Wellcome Collection.

Logo Wellcome Trust

## Wellcome Trust
La Wellcome Trust è un ente di beneficenza istituito nel 1936 e situato a Londra. Essa è stata finanziata con un fondo donato da Henry Wellcome, con l'obiettivo di coltivare uno dei suoi maggiori interessi, la ricerca volta al progresso del benessere umano. Con uno stanziamento di 25.9 miliardi di sterline nel 2018, il Trust è diventato il più grande ente di beneficenza nel Regno Unito, fornendo finanziamenti per settori quali la scienza biomedica, l'impegno pubblico e la bioetica.

### Wellcome Global Monitor
Il Wellcome Global Monitor è uno degli studi più grandi sull'opinione pubblica mondiale, riguardo all'ambiente medico-sanitario. Il sondaggio ha reso partecipi circa 140,000 persone dai 15 anni in poi, provenienti da più di 140 paesi. Nello specifico, sono state poste domande che riguardavano la fede negli scienziati, nelle attitudini ai vaccini, nei benefici della scienza e nella conciliabilità tra quest'ultima e la religione.

## Wellcome Collection
La Wellcome Collection è una delle collezioni museali più grandi al mondo situata a Londra,183 Euston Road. Essa offre ai visitatori l’opportunità di osservare una vasta gamma di manufatti, appositamente selezionati per connettere medicina, arte e vita.
Il museo nasce con l'idea di raccogliere il materiale collezionato da Wellcome, arrivando nel 1930, a includere più di un milione di oggetti. Una peculiarità sulla collezione è la sua vastità, tale da far nascere il sospetto che Wellcome non sapesse riconoscere un tesoro; ogni sorta d’immagine e di affetto era apparentemente accettata come autentica. La sua collezione riflette la diversità mondiale che Wellcome stesso conobbe nel corso della sua vita, grazie ai suoi viaggi. L’ala del museo dedicata alla medicina è diventata il sito privilegiato per la conoscenza e la ricerca scientifica. Il visitatore è costretto a passare attraverso la sala della ‘Medicina primitiva’ e a prendere coscienza della condizione in cui tutte le cose erano riassunte insieme, prima che la medicina e la scienza si separassero. Wellcome si augurava che il museo sarebbe diventato ‘il laboratorio dove i problemi fra la cultura e la tecnologia si sarebbero risolti’. Oggi la sua biblioteca è diventata luogo d’incontro per tutti coloro che condividono la passione per la storia del benessere e della salute umana.

## Galleria d'immagini

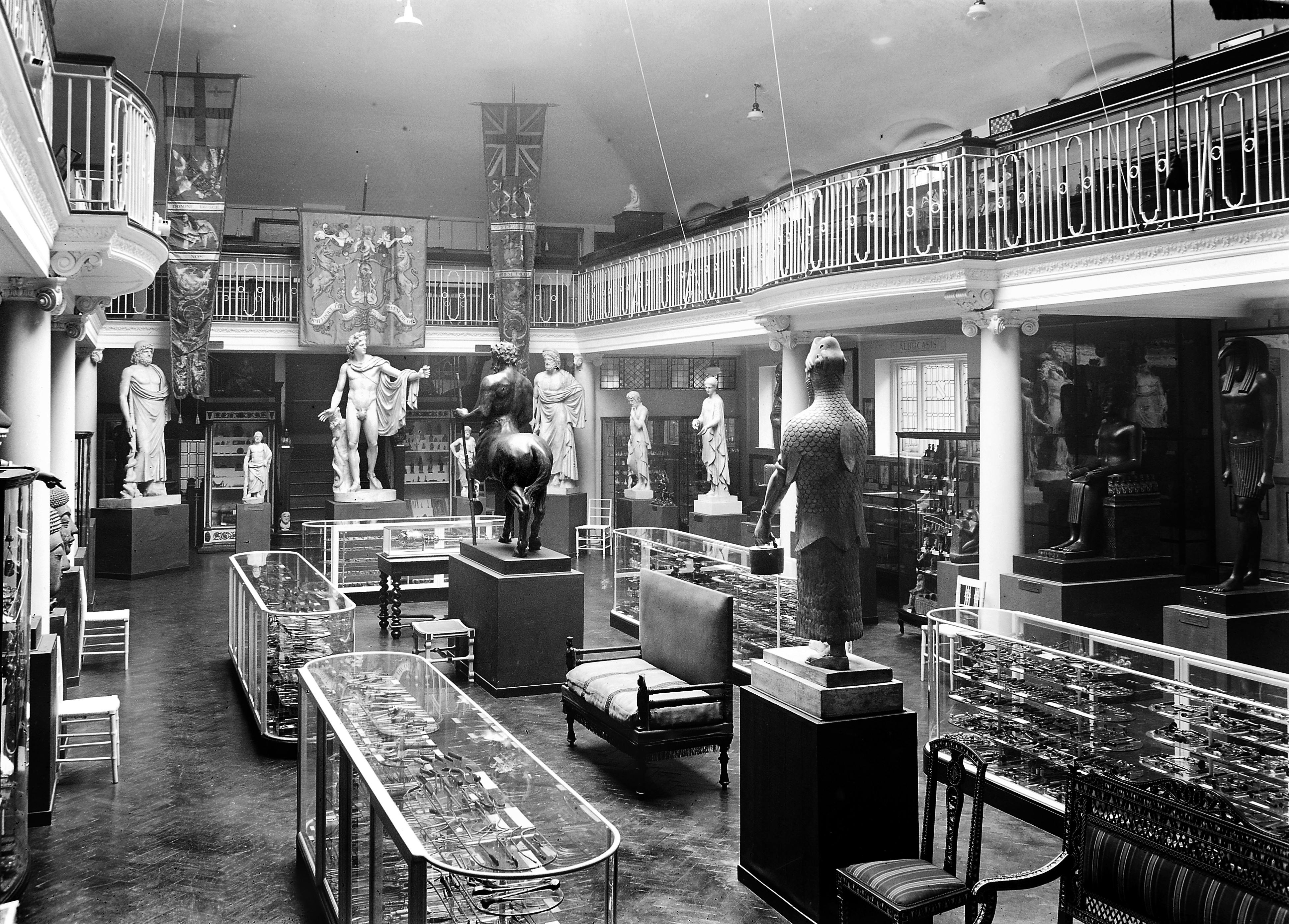
Sala delle Statue, Wellcome Museum, c.a. 1914.
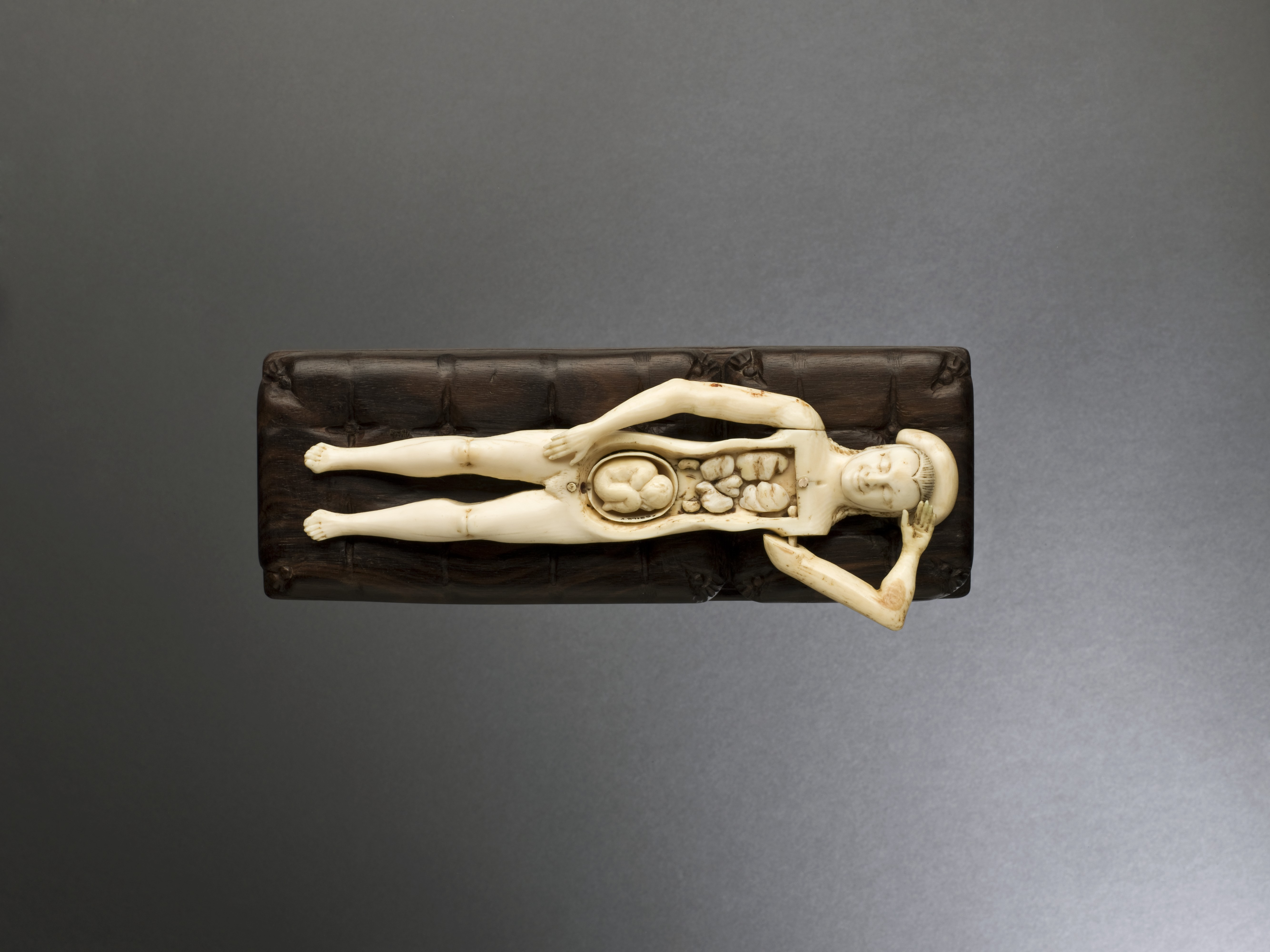
Modello anatomico in avorio di una donna incinta con organi rimovibili, Wellcome Collection, c.a. 1800.
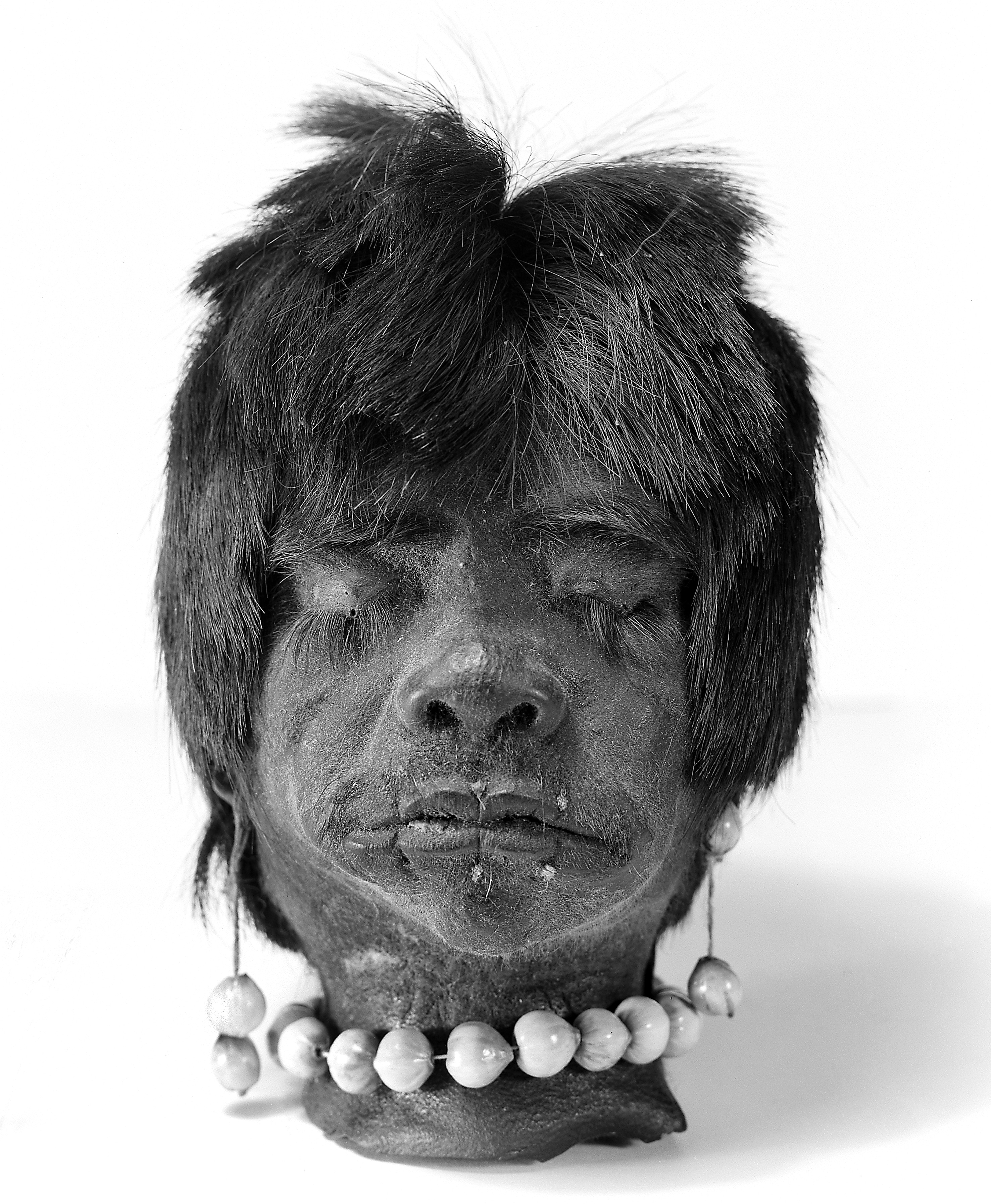
Una tsantsa della Wellcome Collection.
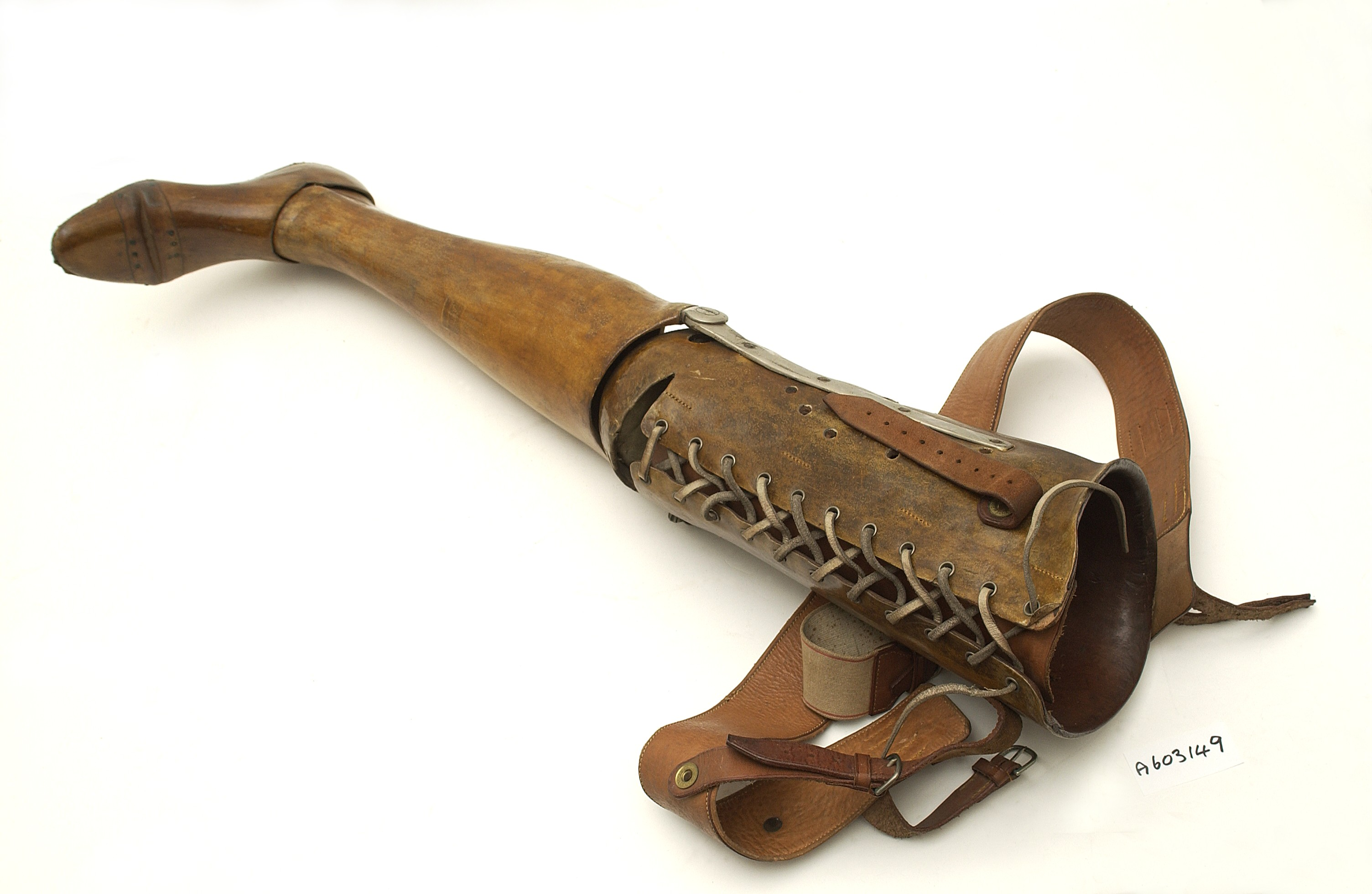
Gamba artificiale con allacciatura in pelle. Realizzata da W.R.Grossmith, Wellcome Collection, 1861-1920.
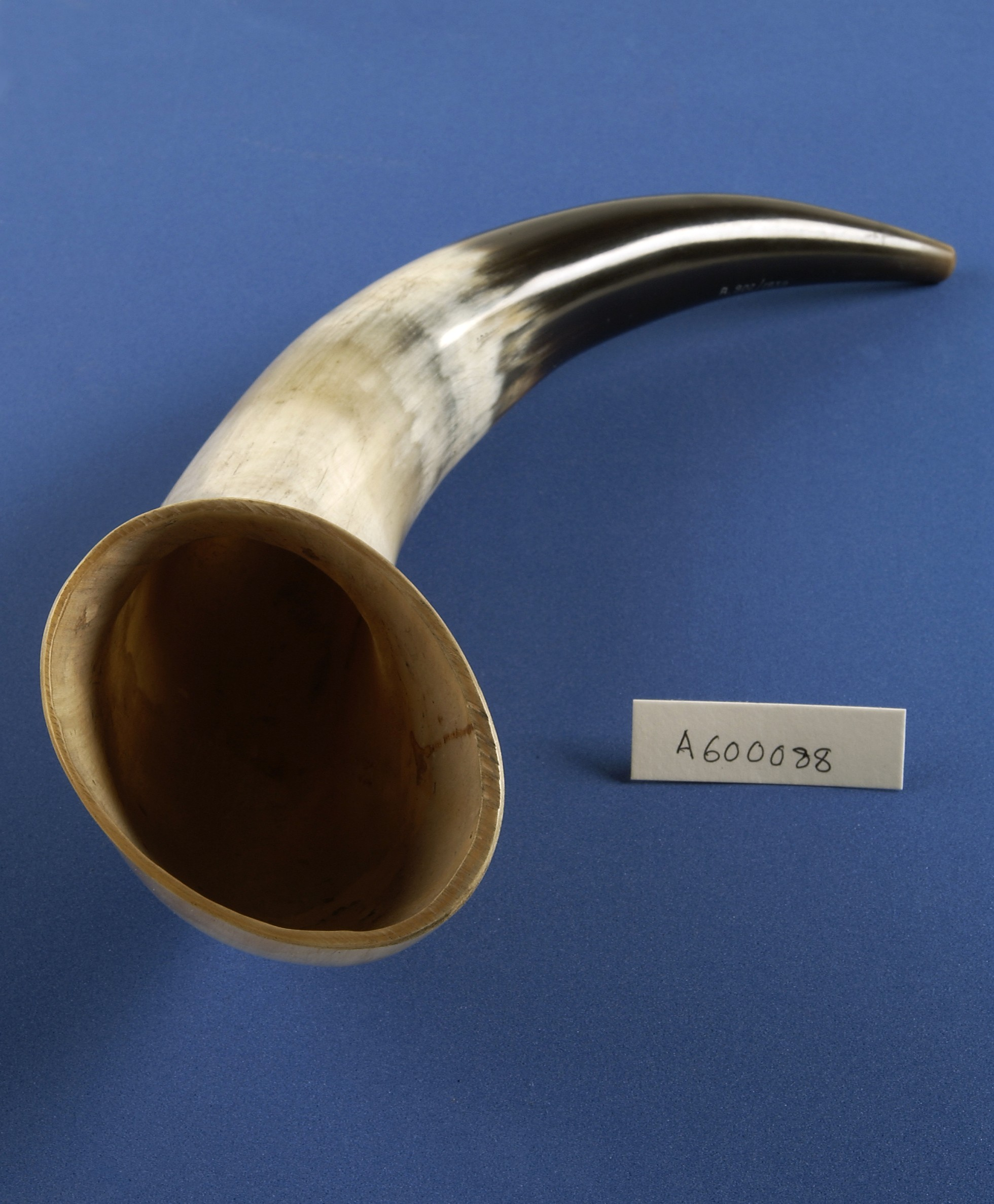
Corno di mucca utilizzato per nutrire i bambini, Wellcome Collection, diciottesimo secolo.
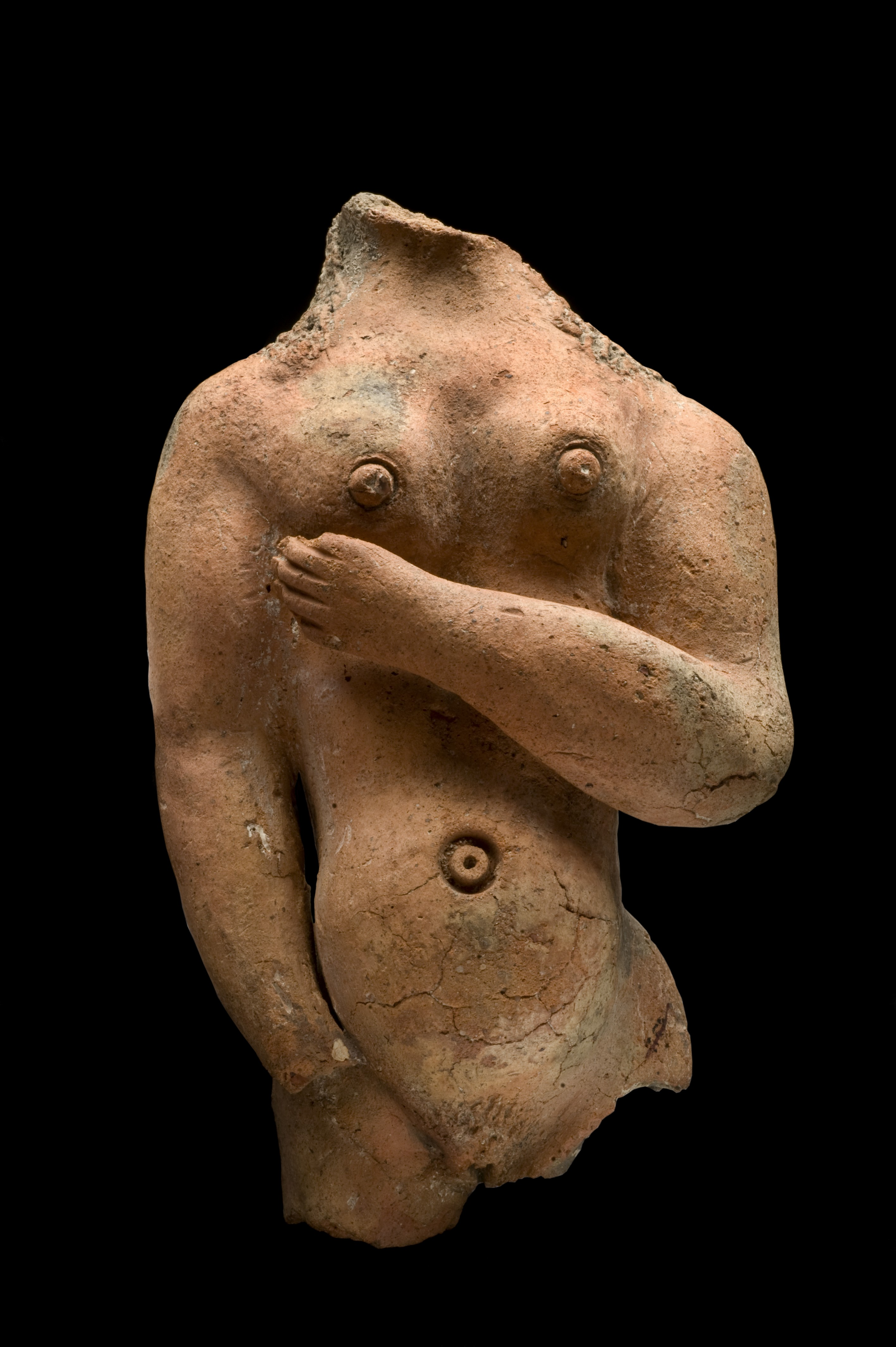
Statuetta in terracotta di una donna incinta, realizzato in epoca romana, 100 a.C.- 200 d.C.

## Curiosità
- La parola Tabloid, attualmente utilizzata per indicare un giornale di formato ridotto, è stata coniata da Wellcome alla fine degli anni ’80. Infatti, questo termine deriva dal nome dato dall’azienda farmaceutica Wellcome a farmaci che sembravano pastiglie (tablet like). Ben presto il vocabolo cominciò ad essere utilizzato nel linguaggio comune per descrivere oggetti di dimensioni ridotte e, con questa definizione venne inserito nell’edizione del 1893 dello Standard Dictionary of the English Language. Fu per questa definizione del termine data dal vocabolario, che non suscitò scalpore quando i rivali della casa farmaceutica di Wellcome iniziarono a utilizzare il termine, ma quando l’ideatore stesso del termine decise di aprire un processo giudiziario per la violazione dei diritti d’autore. Wellcome vinse la causa dopo che lo Standard Dictionary of the English Language si rese conto dell’errore commesso nella definizione del termine, modificandolo.[31]
- Nel 1885 venne assegnata a Wellcome una medaglia salva-vita come riconoscimento per aver salvato dall’annegamento delle persone, la cui barca si era capovolta nel Tamigi.[25]

## Riconoscimenti
Ha ricevuto riconoscimenti internazionali per il suo interesse per gli enterprize missionari; per il suo lavoro nella ricerca medica, le condizioni sanitarie ai tropici e la storia della medicina, e per le sue esplorazioni e studi archeologici ed etnologici.
- Nel 1934 ricevette la medaglia d'onore Remington della American Pharmaceutical Association, di cui era membro a vita.
- È stato direttore del Gorgas Memorial Institute of Tropical and Preventive Medicine a Washington.
- È stato presidente onorario nel 1931 dell'American Pharmaceutical Association.
- È stato membro onorario della American Society of Tropical Medicine e della Association of Military Surgeons.

## Opere
- The Story of Metlakahtla, Saxon & Co, 1887[33]